# Agnete Saba
Agnete Kristin Johnsen Saba, född 4 juli 1994, även känd som Agnete, är en norsk sångare och låtskrivare.

## Bakgrund
Agnete Saba, ursprunglig Agnete Johnsen, är dotter av den samiska barnboksförfattaren Signe Iversen och Arild Johnsen. År 2020 tog hon sin mormors flicknamn Saba som efternamn.
Saba växte upp på Reahpen i Nesseby kommun i Finnmark.

## Eurovision
Den 27 februari 2016 deltog Agnete i Melodi Grand Prix 2016 med låten "Icebreaker" som en av totalt tio tävlande. När det i den avgörande röstningsomgången stod mellan fyra bidrag fick hon flest telefonröster av alla och utsågs därmed till vinnare. Hon fick 166 728 telefonröster mot tvåans 88 128.
Vinsten innebar att Agnete fick representera Norge i Eurovision Song Contest 2016 i Stockholm med sin låt. Hon framförde bidraget i den andra semifinalen i Globen den 12 maj 2016. Hon tog sig dock inte vidare till final, utan slogs ut ur tävlingen trots att ha varit en av favoriterna bland fansen.

## Diskografi

### Singlar
- 2013 – "Goin' Insane"
- 2014 – "Mama"
- 2015 – "Hurricane Lover" (Carina Dahl med Agnete)
- 2016 – "Icebreaker"